# Seigneurie d'Issenheim
La seigneurie d'Issenheim (en allemand : Herrschaft Isenheim) était une seigneurie ayant appartenu à la maison d'Autriche, au sein de l'Autriche antérieure.

## Histoire
La seigneurie a primitivement appartenu à l'abbaye de Murbach.
La seigneurie d'Issenheim, possession autrichienne fut inféodée à la famille noble de Hus. Elle passa au XVe siècle à la famille de Schauenburg, puis aux barons de Mœrsberg. La seigneurie fut ensuite engagée en 1559 à Jean-Jacques Fugger, avant de retourner en 1564 aux Schauenburg.
Lors de la guerre de Trente Ans, les Suédois la donnèrent en 1639 à Jean de Rosen, puis Louis XIV la donna au cardinal Mazarin en 1659, après la conquête de la Haute-Alsace achevée en 1648 par le traité de Westphalie.

## Territoire
La seigneurie d'Issenheim était composée des villages suivants :
- Isenheim, et son château ;
- Merxheim ;
- Retersheim ;
- Le village disparu d'Ortein, près d'Issenheim.